# Xenoplatyura selenea
Xenoplatyura selenea är en tvåvingeart som först beskrevs av Loïc Matile 1970.  Xenoplatyura selenea ingår i släktet Xenoplatyura och familjen platthornsmyggor. Inga underarter finns listade i Catalogue of Life.